# 보덴하이머집박쥐
보덴하이머집박쥐(Hypsugo bodenheimeri)는 애기박쥐과에 속하는 박쥐의 일종이다. 근동에 널리 분포한다.

## 특징
작은 크기의 박쥐로 몸길이는 32~41mm, 전완장은 26~32mm이다. 꼬리 길이는 26~37mm이고, 귀 길이는 8~12mm이다.